# Raffaele Soru
Raffaele Soru (Siapiccia, 29 ottobre 1921 – Albertville, 25 settembre 1961) è stato un militare italiano.
Volontario del Corpo Militare della Croce Rossa Italiana con il grado di caporale, venne ucciso mentre svolgeva la funzione di caposala presso l'ospedale n.010 di Albertville in Congo. Fu insignito di Medaglia d'oro al valor militare alla memoria.

## Biografia
Nacque a Siapiccia (provincia di Oristano allora Cagliari) il 29 ottobre 1921. Arruolatosi come caporale infermiere nel Corpo militare della Croce Rossa Italiana prestò servizio in Congo nell'ambito della missione MONUC dell'O.N.U. durante la crisi del Congo, presso l'Ospedale da campo n. 010 per due periodi: dal 19 novembre 1960 al 24 giugno 1961 e dal 16 luglio al 17 settembre del 1961.
Durante il suo secondo turno di missione presso l'Ospedale n. 010 della Croce Rossa di Albertville (Provincia secessionista del Katanga), il 17 settembre 1961 un gruppo di militari italiani fu oggetto attacco a colpi d'arma da fuoco. Il caporale Soru fu ferito all'addome in modo gravissimo, e nonostante le cure subito ricevute si spense il successivo 25 settembre.
Papa Giovanni Paolo II lo ha ricordato con i caduti di Kindu, come eroi italiani da imitare per le loro gesta e da non dimenticare Il 9 novembre 1994 il Presidente della Repubblica Italiana Oscar Luigi Scalfaro lo ha insignito, “motu proprio” della Medaglia d'oro al valor militare alla memoria. Una via di Siapiccia porta il suo nome, inaugurata alla presenza della vedova, signora Concetta La Mantia, nel 2006.